# Ganglion (holte)
Een ganglion, ook wel bijbelbult genoemd, is een holte in of bij een gewrichtskapsel of peesschede die gevuld is met synoviale vloeistof. Een ganglion doet van zichzelf geen pijn. Als pijn aanwezig is wijst dit meestal op een onderliggende pathologie zoals artrose.
Een ganglion komt het meest voor aan de binnenzijde van de pols en aan de vingers, maar kan op andere plaatsen voorkomen. Voor de behandeling van het ganglion is een drietal manieren van aanpak in gebruik. Een studie uit 2007 heeft deze naast elkaar gezet. Allereerst kan men afwachten; circa 40% van de ganglia verdwijnt spontaan. Een veel gebruikte techniek is het leegzuigen van het ganglion en het inspuiten met corticosteroïden. Als dit niet helpt (bij circa 60%), wordt vaak overgegaan tot een tweede injectie of tot het operatief verwijderen van het ganglion. Ook na een operatie komt circa 40% terug. Er is 8% kans op een complicatie (meestal littekenklachten). Er lijkt dus geen duidelijk voordeel te zijn van opereren ten opzichte van afwachten, zeker bij afwezigheid van pijnklachten.